# Jacques de Via
Jacques de Via est un cardinal français né à Cahors, en  Midi-Pyrénées et décédé le 13 juin 1317 à Avignon. Il est le neveu du pape Jean XXII et le frère du cardinal Arnaud de Via.

## Repères biographiques
Jacques de Via est chanoine chantre de Fréjus et archidiacre de Mede. Il reçoit également une prébende de chanoine de Mende. En 1313 il est élu évêque d'Avignon en succession de son oncle jacques Duèze futur pape Jean XXII.
De Via est créé cardinal par Jean XXII lors du consistoire du 17 décembre 1316. 
Une procédure judiciaire avait été ouverte contre l’évêque de Cahors, Hugues Géraud, accusé de malversation. Ce dernier se sentant perdu, décide d’empoisonner le pape. Il s’assure la complicité de deux personnes de l'hôtel pontifical : Pons de Vassal et Isar d’Escodata.
Hugues Géraud se procure des poisons et des statuettes de cire pour procéder à l’envoûtement du pape. Le rite est d’abord pratiqué contre Jacques de Via qui mourut - coïncidence - le 13 juin 1317. Trois figurines de cire à l’effigie du pape, de Bertrand du Pouget et de Gaucelme de Jean sont cachées dans des pains et confiées à des messagers pour les porter dans le palais épiscopal. C'est l'attitude étrange des voyageurs qui attire l’attention de la police pontificale qui découvre ces voults. À la fin du mois de mars 1317, toutes les personnes impliquées, dont Hugues Géraud, sont arrêtées. Ce dernier est déclaré coupable de l’assassinat de Jacques de Via, dégradé de l’épiscopat et livré au bras séculier ; il périra sur le bûcher.